# Erwin Machunze
Erwin Machunze (* 23. Juni 1911 in Široký Brod (Breitenfurt), Gemeinde Mikulovice u Jeseníku, Österreich-Ungarn; † 14. März 1982 in Wien) war ein österreichischer Politiker (NSDAP, ÖVP) und Sozialversicherungsangestellter. Er war von 1949 bis 1971 Abgeordneter zum Österreichischen Nationalrat.

## Leben
Machunze besuchte nach der Volksschule die Handelsschule und arbeitete danach von 1930 bis 1938 als Sekretär bzw. Generalsekretär der sudetendeutschen christlichen Gewerkschaften. Er beantragte am 25. März 1939 die Aufnahme in die Nationalsozialistische Deutsche Arbeiterpartei und wurde rückwirkend zum 1. Dezember 1938 aufgenommen (Mitgliedsnummer 6.556.250). Seine Biografie weist eine Lücke auf, bis er zu Kriegsende 1945 als Journalist für Freiheit und Kleines Volksblatt tätig wird. 1956 trat er in den Dienst des Hauptverbands der österreichischen Sozialversicherungsträger, in der Folge wurde er stellvertretender Direktor der Pensionsversicherungsanstalt der Arbeiter.
Machuze engagierte sich als Leiter des Referates für Heimatvertriebene in der Landesparteileitung der ÖVP Wien und war Bundesobmann der "Klemens-Gemeinde". Er engagierte sich in einer Organisation katholischer Heimatvertriebener und war Vorsitzender des Beirates für Flüchtlingsfragen. Zudem vertrat die ÖVP zwischen dem 8. November 1949 und dem 24. Juni 1970 sowie vom 19. Oktober 1970 bis zum 4. November 1971 im Nationalrat.
Erwin Machunze wurde 1956 in Salzburg in den Ritterorden vom Heiligen Grab zu Jerusalem investiert.

## Ehrungen
- Großes Silbernes Ehrenzeichen für Verdienste um die Republik Österreich
- Verdienstkreuz 1. Klasse der Bundesrepublik Deutschland
- Großes Verdienstkreuz der Bundesrepublik Deutschland (1960)
- Päpstlicher Silvesterorden mit dem Stern
- Ehrenmitglied der katholischen Studentenverbindungen KÖHV Nordgau Wien im ÖCV und KDStV Nordgau (Prag) zu Koblenz im CV[3]